# Campylaspis aulacoeis
Campylaspis aulacoeis is een zeekommasoort uit de familie van de Nannastacidae. De wetenschappelijke naam van de soort is voor het eerst geldig gepubliceerd in 1972 door Le Loeuff & Intes.